# Charlotte Kemp Muhl
Charlotte Kemp Muhl (Atlanta, 17 agosto 1987) è una modella e cantante statunitense.

## Biografia
Charlotte Kemp Muhl è nel mondo della moda dall'età di 13 anni e da allora è comparsa nelle campagne pubblicitarie di numerosi esponenti del mondo della moda, tra cui Tommy Hilfiger, Sisley, D&G, Donna Karan, Maybelline, Swarovski e il brand J.LO. della cantante Jennifer Lopez. È stata fotografata da Ellen von Unwerth, Terry Richardson, Greg Kadel, Gilles Bensimon e Steven Klein. Dal 2002 al 2005 è stata testimonial per Vidal Sassoon in Asia, comparendo in spot e manifesti. Nel 2006 è stata protagonista di uno degli scatti di Ellen Von Unwerth per il calendario Lavazza.
Studia recitazione a New York e a Los Angeles.
Ha preso parte ad alcuni videoclip musicali per artisti di primo piano: nel 2002 è stata protagonista del video per Imbranato di Tiziano Ferro; nel 2005 è la fiamma di Steven Tyler nel video di Just Feel Better, canzone cantata in duo con Carlos Santana. Inoltre è stata una "Lolita" nel video per la omonima canzone degli Elefant e per Find a New Way dei Young Love.
Nel 2024 è stata scelta dall'artista americana St. Vincent come bassista per la tournée del suo ultimo album "All born screaming".

### Vita privata
È fidanzata con Sean Lennon, il figlio di John e Yōko Ono, ed è impegnata con lui nel progetto musicale The Ghost of a Sabre Tooth Tiger ("Il fantasma di una tigre dai denti a sciabola").